# Recordando otra vez
Recordando otra vez es el álbum #26 producido por el cantante cristiano Marcos Witt. Fue grabado en vivo desde Los Ángeles, California. Fue ganador del Grammy Latino en la categoría de mejor Álbum Cristiano en español del 2004, con las voces de fondo de Adriana Escamilla, Coalo Zamorano, Gadiel Espinoza, Ralphy Rodríguez y con el overdrubs de Nolita Theo en el popurrí. Este álbum recopila famosas canciones tradicionales de la iglesia cristiana.  El álbum está certificado por la RIAA como Platino.

## Lista de canciones
1. "Cantando Alegre Seguiré" - 3:54
2. "Que Lindo Es Mi Cristo" - 3:54
3. "Súplica" (junto a Gadiel Espinoza) - 5:39
4. "América Será Para Cristo" - 3:00
5. "Oh Jesús Creo en Ti" - 5:12

Set Acústico
1. "Quiero Cantar una Linda Canción" - 3:17
2. "Peña de Horeb" (junto a Ralphy) - 2:48
3. "Usa mi Vida" (junto a Gaddiel Espinoza) - 4:22
4. "Bendice Hoy" (junto a Vicente Montaño) - 4:39.

Set con Mariachi
1. "Solamente en Cristo" - 1:14
2. "Sólo Dios hace al Hombre Feliz" - 0:52
3. "Vamos Orando" - 1:08
4. "Siento el Fuego" - 1:39
5. "Le Voy a Cristo" - 3:32
6. "Te Tengo a Ti" - 5:08
7. "Ayer, Hoy y Siempre" - 4:36
8. "He Decidido Seguir a Cristo" - 5:21
9. "Te Vengo a Decir" - 3:03

## Certificaciones y Posiciones Máximas
| País           | Fecha                | Certificación |
| -------------- | -------------------- | ------------- |
| Estados Unidos | 5 de octubre de 2007 | Oro           |
| Estados Unidos | 5 de octubre de 2007 | Platino       |

| País           | Lista            | Posición más alta |
| -------------- | ---------------- | ----------------- |
| América Latina | Latin Albums     | 50                |
| América Latina | Latin Pop Albums | 17                |